# Philippe Leclerc
Philippe Adolf Leclerc, auch Philipp Leclerc und Philipp Le Clerc, (* 15. Juli 1755 in Zweibrücken; † 19. April 1826 in München) war ein deutscher Maler und Zeichner.

## Leben
Leclerc wurde 1755 als Sohn des Zweibrücker Hofmalers Jakob Friedrich Leclerc geboren. Seine erste Ausbildung erhielt Leclerc von seinem Vater, bevor er 1770/71 an die Kunstakademie in Mannheim zu Georg Friedrich Meyer wechselte und von dem Tier- und Landschaftsmaler Daniel Hien in Zweibrücken ausgebildet wurde. 1773 bis 1779 stand er in Diensten der Herzoglichen Dragoner-Leibgarde.
Karl II. August von Pfalz-Zweibrücken ernannte ihn 1781 zum Hofmaler. 1785 zog er auf Schloss Karlsberg bei Homburg, musste aber 1793 vor den französischen Revolutionstruppen mit dem Hof des Herzogs nach Mannheim fliehen. Ab 1794 war er als Zeichenlehrer der Kinder von Prinz Max Joseph von Pfalz-Zweibrücken in Heidelberg angestellt. 1799 ging Leclerc mit Maximilian I. Joseph nach München, als dieser bayerischer Kurfürst wurde. Leclerc war in München als Jagdmaler und weiterhin als Zeichenlehrer der Kinder des Kurfürsten tätig. Mehrere seiner Landschaftsgemälde hängen heute in Museen der Bayerischen Staatsgemäldesammlungen.